# Murina tubinaris
Murina tubinaris (Scully, 1881) è un pipistrello della famiglia dei Vespertilionidi diffuso nel Subcontinente indiano.

## Descrizione

### Dimensioni
Pipistrello di piccole dimensioni, con la lunghezza della testa e del corpo tra 39 e 48 mm, la lunghezza dell'avambraccio tra 30,1 e 34,1 mm, la lunghezza della coda tra 22 e 35 mm, la lunghezza del piede tra 6 e 9 mm, la lunghezza delle orecchie tra 13 e 15 mm e un peso fino a 5,5 g.

### Aspetto
La pelliccia è corta, densa, soffice e lanosa. Le parti dorsali sono bruno-rossastre, con la base dei peli scura e una banda centrale più chiara, mentre le parti ventrali sono più chiare con dei riflessi grigiastri. Il muso è stretto, allungato, con le narici protuberanti e tubulari. Gli occhi sono molto piccoli. Le orecchie sono larghe, arrotondate e ben separate tra loro. Il trago è lungo, affusolato, dritto e con un piccolo lobo alla base posteriore. Le ali sono attaccate posteriormente alla base della'artiglio dell'alluce. I piedi sono piccoli e ricoperti di peli. La coda è lunga ed inclusa completamente nell'ampio uropatagio, il quale è densamente ricoperto di peli sulla superficie dorsale. Il calcar è lungo.

## Biologia

### Comportamento
Si rifugia sugli alberi.

### Alimentazione
Si nutre di insetti.

### Riproduzione
Danno alla luce 1-2 piccoli alla volta.

## Distribuzione e habitat
Questa specie è diffusa negli stati indiani del Jammu e Kashmir, Meghalaya, Mizoram e Sikkim e nel Pakistan nord-occidentale.
Vive nelle foreste sempreverdi collinari tra 615 e 1.230 metri di altitudine.

## Tassonomia
La popolazione dell'Indocina è stata trasferita recentemente nelle specie M.cineracea, M.beelzebub e M.walstoni.

## Conservazione
La IUCN Red List, considerato il vasto areale e la popolazione presumibilmente numerosa, classifica M.tubinaris come specie a rischio minimo (Least Concern)).